# Gerazym I (patriarcha Konstantynopola)
Gerazym I, gr. Γεράσιμος Α΄, Gerasimos I (zm. 20 kwietnia 1321 w Konstantynopolu) – patriarcha Konstantynopola od 21  marca  1320 do 20  kwietnia  1321.

## Życiorys
Gerazym był mnichem, igumenem klasztoru w Sosandre, a następnie klasztoru świętego Jerzego, w położonej we wschodniej części Konstantynopola dzielnicy Mangana. Został wybrany na stolicę patriarszą 21 marca 1320 r. z woli cesarza Andronika II Paleologa. Był ceniony jako asceta, nie wyróżniał się natomiast ani uczonością, ani doświadczeniem w prowadzeniu państwa. W konflikcie między cesarzem Andronikiem II a jego wnukiem Andronikiem III stanął prawdopodobnie po stronie tego ostatniego, po synodzie zwołanym przez Andronika II, który ekskomunikował Andronika III z powodu buntu przeciwko cesarzowi. Patriarcha ostrzegł, młodego Andronika, że dziadek ma zamiar go uwięzić, co pozwoliło mu wraz ze swymi zwolennikami opuścić Konstantynopol. Gerazym zmarł w Wielkanoc, w nocy 20 kwietnia 1321 r. i został pochowany w klasztorze mangańskim.